# باشگاه فوتبال دیاربکرسپور
دیاربکرسپور یک باشگاه فوتبال حرفه ای در ترکیه است که در شهر دیاربکر واقع شده است. این باشگاه در سال ۱۹۶۸ میلادی تشکیل شد و دیار لقب گرفته است.
در داخل کشور، دیاربکر اسپورت عنوان نایب قهرمانی لیگ دسته یک (سطح دوم فوتبال ترکیه) در فصل ۱۹۷۶–۱۹۷۷، و مقام سومی آن را دو بار در فصل‌های ۱۹۸۰–۸۱ و ۱۹۸۵–۱۹۸۶ کسب کرده است.

## تاریخچه
دیاربکر اسپورت پس از ادغام دیکل‌سپور و یلدیز اسپور در ۲۴ ژوئن ۱۹۶۸ میلادی تشکیل شد. رنگ باشگاه آن‌ها قرمز و سبز انتخاب شد زیرا قرمز پیشتر رنگ یلدیزسپور (Yıldızspor) و سبز رنگ تیم دیکل‌سپور (Diclespor) بود. نجات جمیلوغلو اولین رئیس باشگاه دیاربکرسپور بود. از ۱۹۶۸ تا ۱۹۷۵ میلادی، این باشگاه در لیگ دو ترکیه به رقابت می‌پرداخت.
در سال‌های ۱۹۷۶ و ۱۹۷۷، دیاربکر اسپور تحت هدایت علی قهرمان و با معاونت شیهموس آکچاداغ توانست برای نخستین بار به لیگ یک کشور صعود کند. دیاربکر اسپور اولین باشگاه ترکیه ای بود که موفق شد به مقام قهرمانی مضاعف دست پیدا کند و پس از ناتینگهام فارست دومین باشگاه جهان با چنین عنوانی بود.
دیاربکر اسپور در دومین فصل از رقابت‌های لیگ برتر، پنج هفته در صدر جدول حضور داشت. با این حال آن‌ها در پایان فصل در جایگاه پنجم قرار گرفتند. آنها همچنین به جام بالکان راه یافتند. دیاربکر اسپور برای اولین بار در سال ۱۹۸۰ میلادی به یک لیگ پایین‌تر سقوط کرد ولی فصل بعد دوباره توانست به لیگ برتر بازگردد و فصل بعد هم مجدداً بار دیگر سقوط کرد. در این مقطع باشگاه سه سال پیاپی را در سطح دوم فوتبال ترکیه گذراند تا آن که مجوز بازگشت به لیگ یک را کسب کرد.
در پایان فصل ۱۹۸۶–۸۷، دیاربکر اسپور با رکورد کمترین امتیاز در لیگ ۱ به کار خود پایان داد و در جایگاه یازدهم لیگ ایستاد. این باشگاه پس از آن مدت‌ها در لیگ دو بازی می‌کرد و تا سال ۲۰۰۱ میلادی نتوانست به سوپر لیگ ترکیه بازگردد. دیاربکر اسپور پس از این پنج سال پیاپی در سوپر لیگ حضور داشت، تا اینکه در سال ۲۰۰۶ باز هم به دسته پایین‌تر سقوط کرد.
دیاربکر اسپور پس از کسب مقام دوم در لیگ دسته یک در فصل ۰۹–۲۰۰۸، باز هم به سوپر لیگ صعود کرد، اما در فصل ۱۰–۲۰۰۹ در رده شانزدهم قرار گرفت و مجدداً به لیگ دسته یک سقوط کرد. در فصل 2010–2011 این چرخه حضور در لیگ برتر و دسته یک شکسته شد و دیاربکر اسپور از دسته یک هم سقوط کرد و برای اولین بار از سال ۱۹۷۶ به لیگ سطح سوم یعنی دسته دو فوتبال ترکیه، سقوط کرد. در فصل ۱۲–۲۰۱۱ در این لیگ، آنها در منطقه سقوط به کار خود پایان دادند تا برای سومین فصل متوالی از لیگ خود سقوط کنند.
مدتی بعد دیاربکر اسپور حتی از لیگ آماتور منطقه‌ای کنار گذاشته شد. در فصل ۲۰۱۵–۲۰۱۶ به لیگ آماتور ۱ دیاربکر بازگشت ولی حتی در این لیگ هم با شکست به کار خود پایان داد و به لیگ آماتور دوم دیاربکر سقوط کرد. در فصل ۱۸–۲۰۱۷، آنها از طریق پلی آف به صعود دست یافتند و در فصل ۲۰۱۹–۲۰۲۰، به لیگ آماتور سطح یک منطقهٔ خود بازگشتند.

## رنگ‌ها و نشان
رنگ باشگاه قرمز و سبز است. گفته می‌شود این رنگ دو برگرفته از دو باشگاهی است که ادغام شدند و دیاربکر اسپور را تشکیل دادند. نشان رسمی تیم، دیوارهای شهر دیاربکر را نشان می‌دهد. این شهر دومین سازه‌ها و باروی بزرگ جهان را داراست. این نشان همچنین دارای یک هندوانه است که نمادی از شهر است.

## ورزشگاه
دیاربکر اسپور بیشتر بازی‌های خانگی خود را در مجموعه ورزشی سیران‌تپه انجام می‌دهد که ظرفیتی بالغ بر ۱۵۴۰ صندلی دارد.

## افتخارات
- لیگ اول TFF
  - قهرمان (۳): ۱۹۷۶–۷۷، ۱۹۸۰–۸۱، ۱۹۸۵–۸۶
  - مقام دوم (۲): ۰۱–۲۰۰۰، ۰۹–۲۰۰۸
- لیگ سوم TFF
  - قهرمان (۲): ۱۹۷۵–۱۹۷۶، ۲۰۱۲–۲۰۱۳
- جام حذفی
  - نیمه نهایی (۱): ۱۹۸۱–۸۲
  - یک چهارم نهایی (۳): ۱۹۷۸–۷۹، ۱۹۸۰–۸۱، ۲۰۰۴–۰۵

منبع:

## حضور در لیگ
- سوپر لیگ ۱۹۷۷–۱۹۸۰، ۱۹۸۱–۱۹۸۲، ۱۹۸۶–۱۹۸۷، ۲۰۰۱–۲۰۰۶، ۲۰۰۹–۲۰۱۰
- لیگ دسته اول فوتبال ترکیه ۱۹۷۶–۱۹۷۷، ۱۹۸۰–۱۹۸۱، ۱۹۸۲–۱۹۸۶، ۱۹۸۷–۲۰۰۱، ۲۰۰۶–۲۰۰۹، ۲۰۱۰–۲۰۱۱
- لیگ دسته دوم فوتبال ترکیه ۱۹۶۸–۱۹۷۶، ۲۰۱۱–۲۰۱۲
- لیگ دسته سوم فوتبال ترکیه ۲۰۱۲–۲۰۱۳
- لیگ آماتور منطقه‌ای ترکیه ۲۰۱۳–۲۰۱۴، ۲۰۲۰–تاکنون